# Scott Johnson (Komponist)
Scott Johnson (* 12. Mai 1952 in Madison, Wisconsin; † 24. März 2023 in New York City) war ein US-amerikanischer Komponist.
Johnson studierte Musik und bildende Kunst an der University of Wisconsin. 1975 ging er nach New York, wo er an Multimediainstallationen und -performances arbeitete. Aus seinen Experimenten mit der Kombination von Tonbandaufnahmen und elektronischen Instrumenten entstand John Somebody (1980–82), ein Werk, bei dem Sprachaufnahmen die Quelle der Instrumentalmusik bilden. Nach ähnlicher Technik entstanden auch Kompositionen wie How It Happens, Convertible Debts und The Value of People and Things.
Mit der Übernahme von Instrumenten der Rockmusik, der Nutzung von Tonbandaufnahmen und elektronischen Elementen in traditionelle Kompositionen zählt Johnson zu den Pionieren einer Verschmelzung von Pop- und klassischer Musik. Er erhielt u. a. Stipendien der American Academy of Arts and Letters und der Guggenheim Foundation, einen Koussevitsky Award, zwei Stipendien des National Endowment for the Arts und fünf Preise des New York State Council on the Arts. Kompositionsaufträge erteilten ihm u. a. das American Composers Orchestra (Mind Out Of Matter for Alarm Will Sound, Stalking Horse), das Cygnus Ensemble (Bowery Haunt, Last Time), das Kronos Quartet (The Illusion of Guidance for the Bang On A Can All-Stars, How It Happens, Bird in the Domes) und die Sängerin Dora Ohrenstein (I Am New York City). Er komponierte auch die Musik zu Paul Schraders Film Patty und die Ballettmusik Before Winter für das Boston Ballet. Als ausführender Musiker trat er u. a. in der Zankel Hall der Carnegie Hall, der Alice Tully Hall am Lincoln Center, beim Music’s Next Wave Festival der Brooklyn Academy, an der Yale University und beim Schleswig-Holstein-Festival auf.
Johnson starb am 24. März 2023 im New Yorker Stadtteil Manhattan im Alter von 70 Jahren an den Folgen einer Lungenentzündung.

## Weblink
- Homepage von Scott Johnson